# Castello di Serravalle (Valsamoggia)
Castello di Serravalle (Saravàl o Castèl d Seravâl in dialetto bolognese) è un municipio di 4 902 abitanti del comune di Valsamoggia, nella città metropolitana di Bologna.
Fino al 31 dicembre 2013 è stato un comune sparso, con sede comunale a Castelletto; confinante con i comuni di Guiglia (MO), Monte San Pietro, Monteveglio, Savignano sul Panaro (MO), Savigno e Zocca (MO).
Il borgo medievale di Castello di Serravalle domina dall'alto di un crinale il territorio circostante, costituito prevalentemente da zone collinari pedemontane e zone montuose. Dal punto di vista idrografico sono da segnalare il fiume Samoggia (60 km) e uno dei suoi affluenti, il rio Ghiaia (21 km).

## Geografia fisica

### Clima
- Classificazione climatica: zona E, 2415 GR/G

## Storia

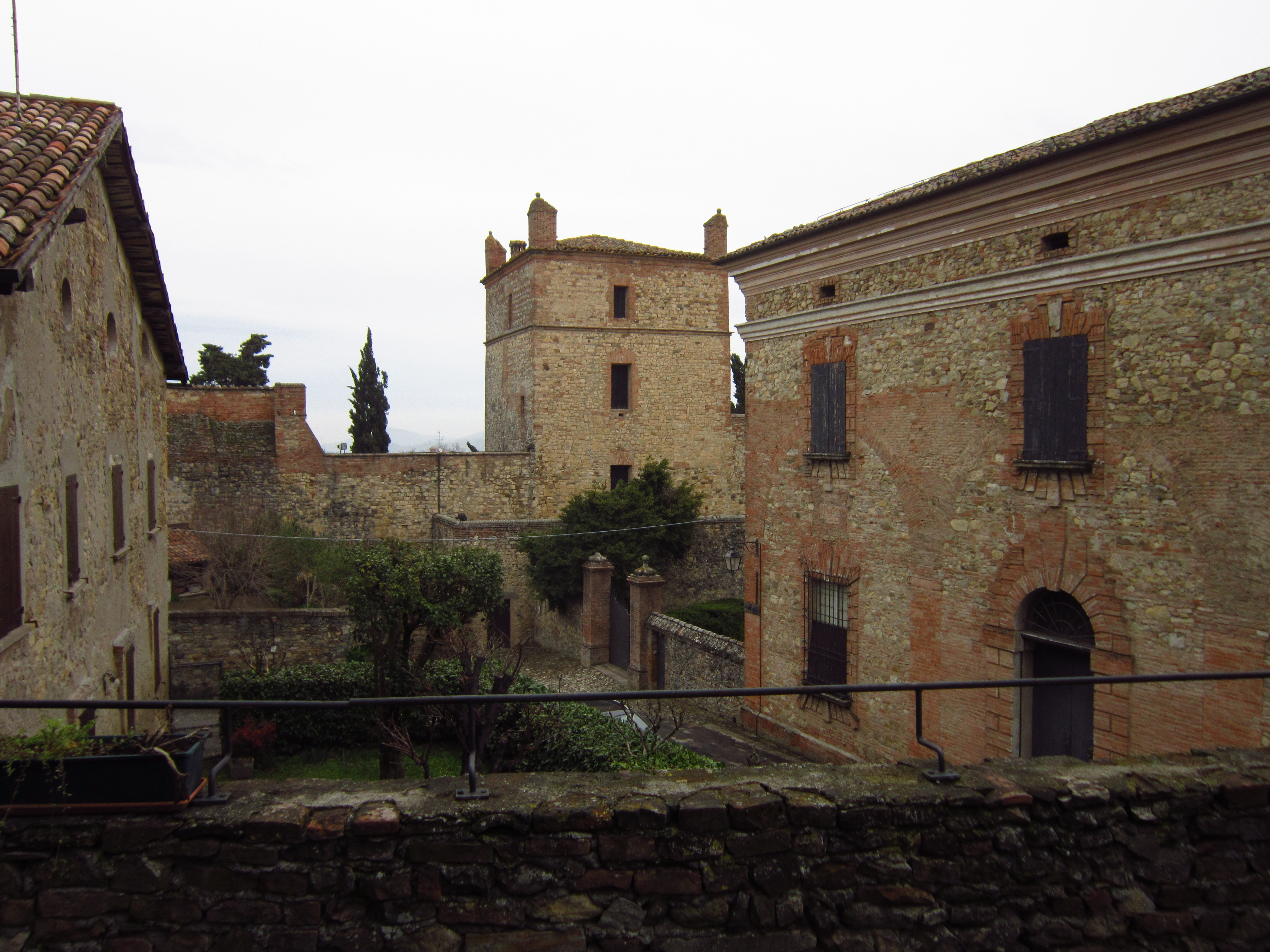
Scorcio con la Rocca

Il territorio in cui sorgono oggi le frazioni che danno vita a Castello di Serravalle fu, da sempre, zona di confine, d'incontri e di scontri tra popoli e culture. 
Questa terra in cui s'erano insediate popolazioni Etrusche vide l'arrivo da un lato dei Celti Boi, fondatori (con gli Etruschi stessi) della città di Bologna, e dei Celto-Liguri Friniati, una potente "tribù" che aveva nella vicina Pavullo il suo centro principale e che si oppose alla successiva conquista dei Romani costringendoli ad una guerra durata cinquant'anni, prima di cedere del tutto le armi.
Questa collocazione, a mezza strada tra Bologna e Modena, si rivelerà ancora una volta determinante nel Medioevo, quando, nel 1227, Serravalle si costituisce ufficialmente come Comune che, per la sua posizione strategica e per la sua fiorente economia agricola, è immediatamente conteso tra i due centri più importanti.
Dopo numerose battaglie sarà Bologna ad assumere il controllo di Serravalle e, di conseguenza, della valle del Samoggia e di quella del Panaro.
Resta famosa nella storia la battaglia di Zappolino tra bolognesi di parte guelfa e modenesi ghibellini, alla quale presero parte 35 000 fanti ed oltre 4 000 cavalieri ed in cui si contarono più di 2 000 morti, cifre di tutto rispetto per un'epoca nella quale le battaglie erano spesso poco più di scaramucce.
Lo scontro decisivo avvenne il 15 novembre del 1325, alle prime ombre della sera e, tra l'altro, fu utilizzato dal poeta modenese Alessandro Tassoni come episodio iniziale del poemetto eroicomico La secchia rapita, da lui composto.

Posizione dell'ex comune di Castello di Serravalle nella provincia di Bologna.

Anche i decenni successivi furono caratterizzati da frequenti passaggi di mano del territorio, prima proprietà dei Visconti, poi dei Bentivoglio ed infine divenuto parte dello Stato Pontificio.
Da settembre 2009 fino alla sua dissoluzione Castello di Serravalle ha fatto parte della Unione di Comuni Valle del Samoggia, subentrata alla disciolta Comunità Montana Valle del Samoggia. Il capoluogo del comune, nonché sede di tutti gli uffici principali, era Castelletto, situato a fondovalle.
Il 25 novembre 2012, i cittadini hanno scelto tramite referendum di fondere il Comune di Castello di Serravalle con i comuni di Bazzano, Crespellano, Monteveglio, e Savigno per dare vita ad un unico comune che è stato istituito il 1º gennaio 2014 con il nome di Valsamoggia.

Vecchio stemma comunale

### Simboli
Lo stemma e il gonfalone del comune di Castello di Serravalle erano stati concessi con decreto del presidente della Repubblica del 1º agosto 1972.

## Monumenti e luoghi d'interesse

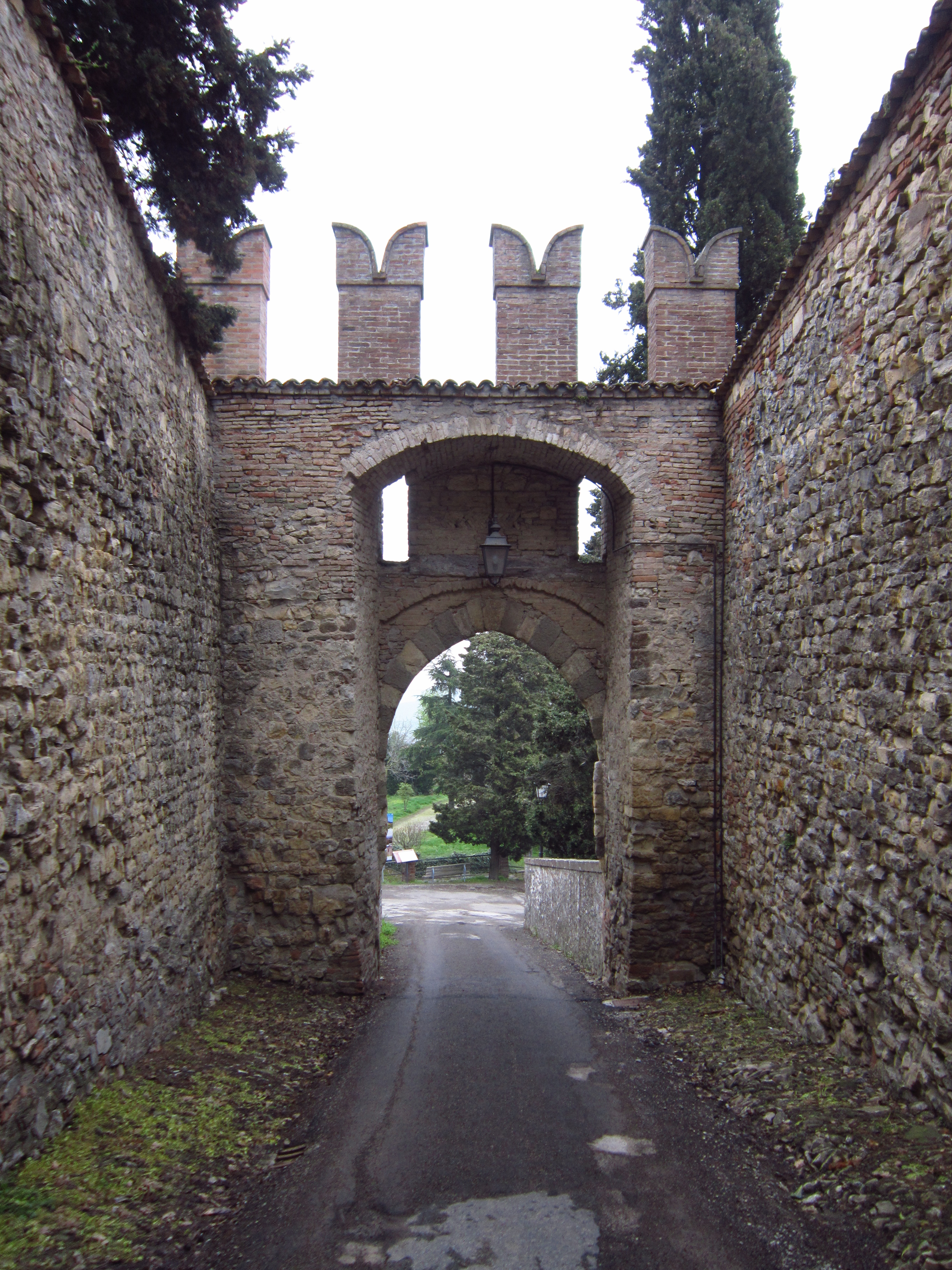
La porta d'ingresso al borgo

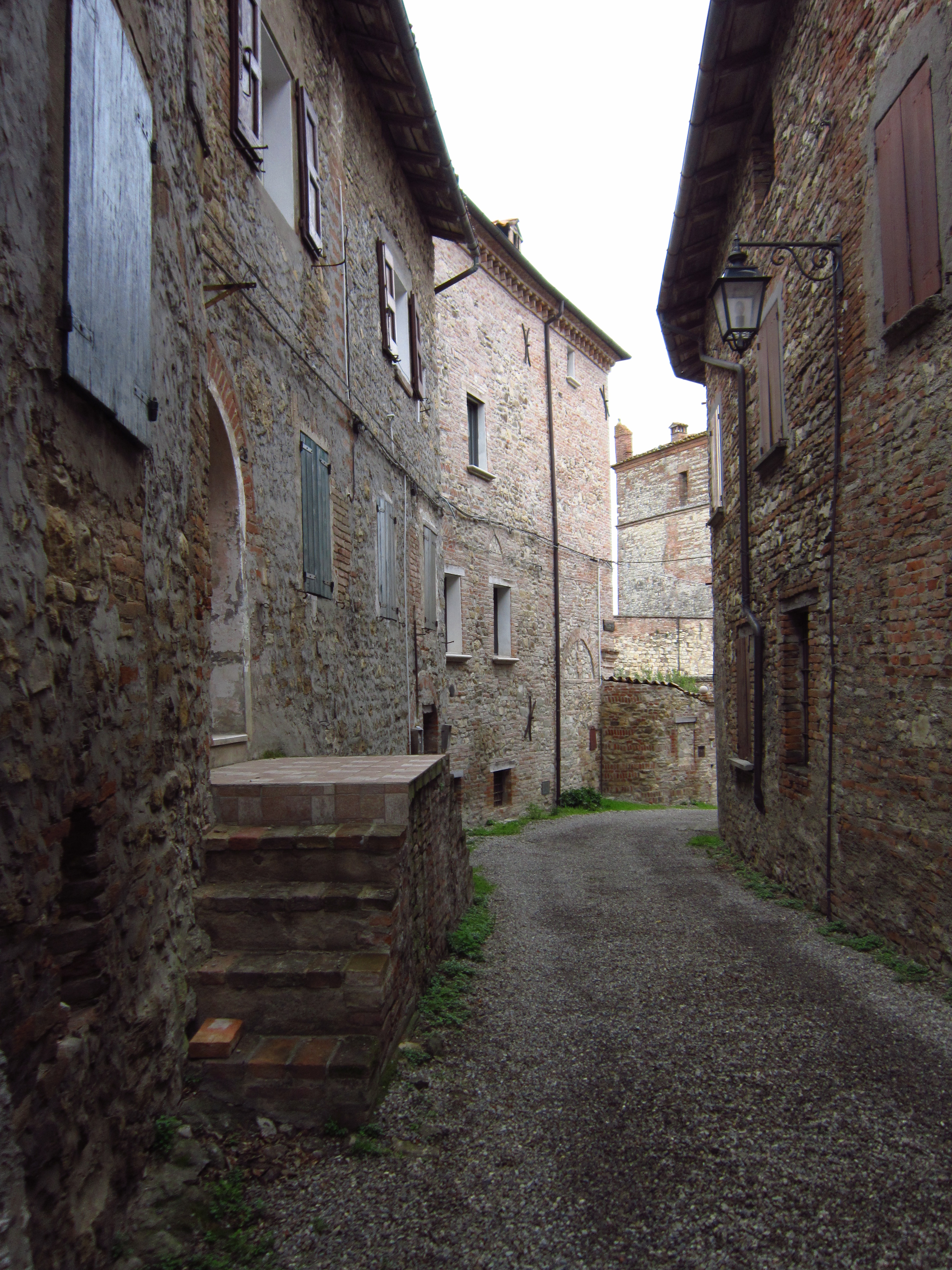
Una via del borgo

- Si conserva la Rocca, di origine medioevale, con torre, parte delle fortificazioni e porta d'ingresso al borgo[8]. All'interno nella duecentesca Casa del Capitano è ospitato l'Ecomuseo della collina e del vino[16][17], collegato a sezioni dislocate sul territorio. Il museo descrive le caratteristiche dell'interazione tra uomo e ambiente nell'area e le caratteristiche culturali degli abitanti, comprese le antiche attività economiche. L'Associazione "Terre di Jacopino"- presidente il dott. Luigi Vezzalini - si occupa attualmente delle attività dell'Ecomuseo e organizza mostre, manifestazioni e tour guidati per il Borgo Antico di Serravalle, che hanno lo scopo di far conoscere tanto le bellezze e la storia del Borgo, quanto i prodotti tipici del territorio[18]. All'interno del borgo, in posizione centrale, la neoromanica chiesetta di San Pietro, in posizione sopraelevata. Nel borgo si conservano altri luoghi emblematici come alcune torri colombaie, la ricostruzione di un orto medievale, alcuni pozzi (uno ancora visibile pubblicamente, altri all'interno di edifici privati), una vigna secolare sul fianco della chiesa che viene usata ancora oggi dagli abitanti del borgo per trarne uva da tavola.
- La chiesa barocca di S. Apollinare, del XVIII secolo, è inserita in un bellissimo contesto paesaggistico, nel mezzo di un parco fluviale. La chiesa, già citata nel IX sec., fu costruita nelle forme visibili attualmente nel Settecento. Ha un'abside ottagonale ed un campanile a guglia. L'interno a singola navata contiene importanti dipinti settecenteschi e affreschi ottocenteschi, opere di diversi artisti come il Samoggia, il Guardassoni ed Ercole Graziani. Un importante dipinto “La Madonna in trono con i Santi Rocco e Apollinare”, opera di Bartolomeo Passarotti, è stato spostato nella chiesa parrocchiale di Castelletto[19].
- Il palazzo di Cuzzano nell'omonima località è di carattere medioevale, recentemente ristrutturato, ricco di affreschi e saloni e sede di cerimonie estive[20].
- Dal punto di vista naturalistico la zona riserva all'“eco-turista” tante località che favoriscono la possibilità di effettuare escursioni, anche a cavallo o in bici. La sentieristica C.A.I. del territorio municipale è collegata con i percorsi del vicino Parco regionale dell'Abbazia di Monteveglio e con quelli del territorio modenese. I percorsi si sviluppano fra crinali e torrenti (“Sentiero Samoggia”). Si può fare tappa in aziende agricole vitivinicole e agrituristiche ricche di prodotti tipici. L'opuscolo "Itinerando" viene pubblicato ogni anno e propone un ricco calendario di escursioni e passeggiate guidate nel territorio municipale[21].

## Società

### Evoluzione demografica
Abitanti censiti

Il grafico evidenzia un imponente ripopolamento negli ultimi 20 anni. Il dato della popolazione residente al 31.12.2009 (4 902 abitanti) supera quello degli anni '30 del XX secolo.

## Cultura

### Sagre e fiere

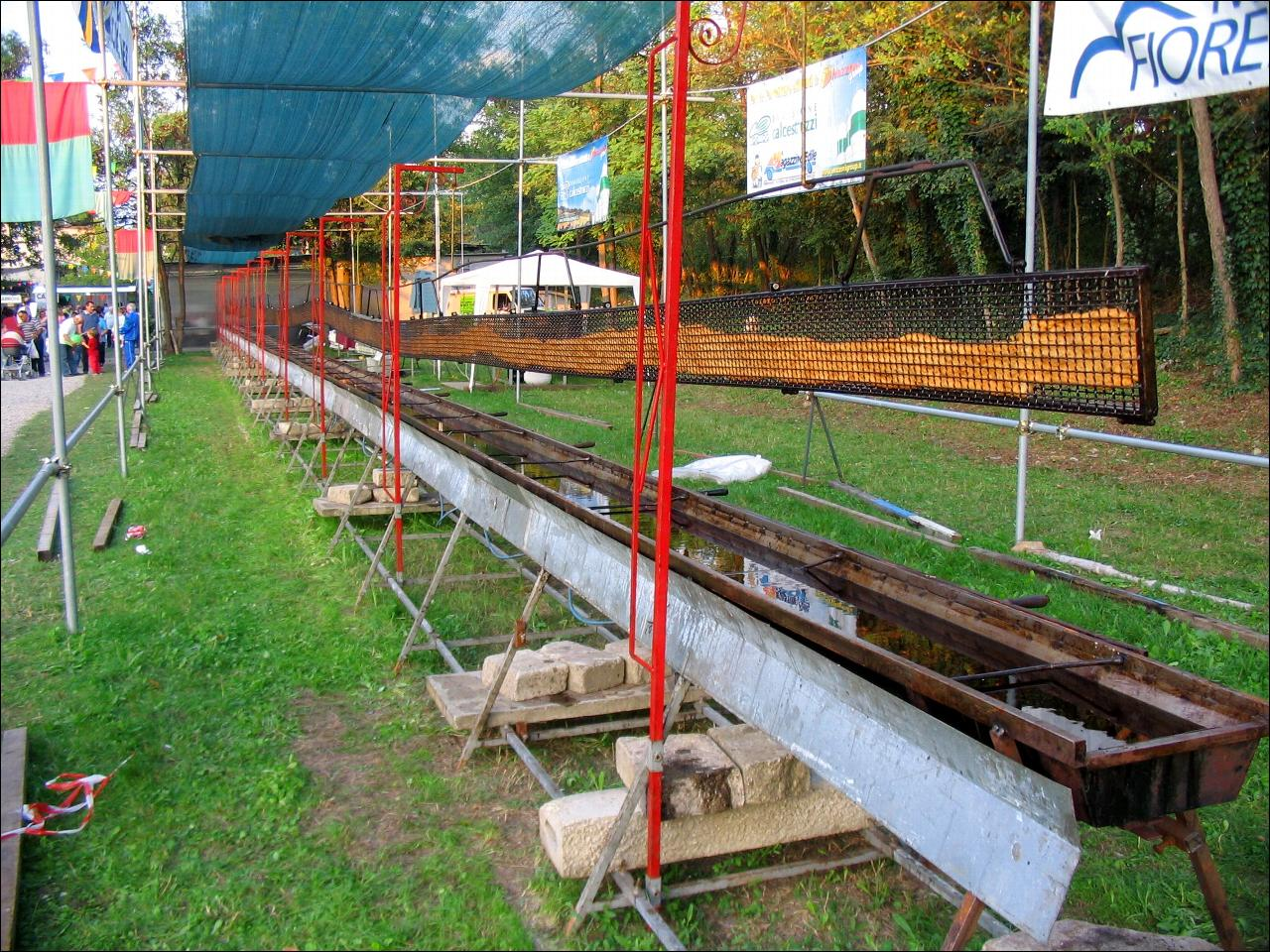
fritto da 41 metri preparato nel 2006

- La festa del maiale. Che si svolge a marzo nella piazza del paese.
- il "Maggiociondolo", festa che si svolge nei fine settimana di maggio e interessa sia il capoluogo che le frazioni. Il nome è dovuto a un arbusto dai fiori di vivace color giallo che fiorisce appunto in maggio.
- "Il luglio Castellettese" che comprende: "la festa dell'Aratura" che si svolge nella piana di Sant'Apollinare a fine luglio, "La Festa della Banda" e la festa a scopo benefico per l'Istituto Ramazzini di Bologna che si svolge nella frazione di Zappolino.
- "Calici di stelle", che si svolge il 10 agosto al Borgo Antico di Castello di Serravalle.
- "La Serravalle dei bambini" che si svolge la prima domenica di settembre. Organizzata dalla Pubblica Assistenza.
- Rinomatissima e molto frequentata la sagra del gnocco fritto che si tiene ogni anno in ottobre durante 3 weekend.

Il gnocco fritto è un alimento a base di farina che viene fritto e poi farcito con formaggi o salumi.
È interessante ricordare che nel Guinness dei primati è entrato il gnocco fritto più lungo del mondo con 40,5 metri.
Ogni anno si tenta di battere il record aumentando la lunghezza del gnocco fritto creato, che per regolamento non deve rompersi una volta fritto. L'attuale primato registra una lunghezza di 42 metri, realizzato il 17 ottobre 2016.
- Il mercatino di Natale, che si svolge nella prima parte del mese di dicembre, organizzata dall'Associazione Terre di Jacopino.
- Il mercato settimanale si tiene ogni lunedì mattina a Castelletto (capoluogo).